# Teleszkópszemű kérészek
A teleszkópszemű kérészek (Baetidae), egy család, a rovarok (Insectia) osztályában, és a kérészek (Ephemeroptera) rendjében. Fajaik világszerte elterjedtek tiszta vizű patakokban, folyókban és állóvizekben. Más családok fajaihoz képest, a teleszkópszemű kérészfajok magasabb tengerszint feletti, és hűvösebb élőhelyeken terjedtek el.

Mintegy 900 fajával, a kérészek rendjének legnépesebb családja.
Világos, vagy sötétbarna, illetve fekete színű, sárgás vagy szürke rajzolatú kérészek. Megnyúlt elülső pár szárnyuk csúcsa lekerekített, második pár szárnyuk, kicsi, csökevényes vagy teljesen hiányzik. Testük mérete 0,3-1,4 cm között van.
Lárváik kétféle alakot ölthetnek, lehetnek kicsi áramvonalas testűek, mely az úszást segíti, vagy lehetnek kissé lapított testűek, melyek az áramlatokat kedvelő fajoknál jellemzők.

## Nemek
- Acentrella
- Afrobaetodes
- Afroptilum
- Americabaetis
- Apobaetis
- Baetis
- Baetodes
- Baetopus
- Barbaetis
- Bungona
- Callibaetis
- Camelobaetidius
- Centroptilum
- Cloeodes
- Cloeon
- Demoulinia
- Echinopus
- Edmundsiops
- Fallceon
- Harpagobaetis
- Madaechinopus
- Offadens
- Paracloeodes
- Parakari
- Potamocloeon
- Prebaetodes
- Procloeon
- Pseudocentroptiloides
- Pseudocloeon
- Rhithrocloeon
- Rivudiva
- Scutoptilum
- Varipes
- Waynokiops
- Xyrodromeus